# Göran Hagberg
Ulf Göran Hagberg (født 8. november 1947 i Bjuv, Sverige, død 2. april 2024) var en svensk fodboldspiller (målmand).
På klubplan spillede Hagberg hele sin karriere i hjemlandet, hvor han blandt andet tilbragte 10 sæsoner hos Östers IF.
Hagberg spillede desuden 15 kampe for Sveriges landshold. Han var en del af den svenske trup til både VM 1974 i Vesttyskland, samt VM 1978 i Argentina. Han var dog ikke på banen i nogen af turneringerne, da hans rolle på holdet var som reservemålmand.